# La Bête (filme)
La Bête (bra: O Monstro) é um filme erótico, drama e terror francês dirigido por Walerian Borowczyk e lançado em 1975.

## Elenco
- Sirpa Lane como Romilda de l'Esperance
- Lisbeth Hummel como Lucy Broadhurst
- Elisabeth Kaza como Virginia Broadhurst
- Pierre Benedetti como Mathurin de l'Esperance
- Guy Tréjan como Pierre de l'Esperance
- Roland Armontel como Sacerdote
- Marcel Dalio como Rammondelo, Duque de Balo
- Robert Capia como Roberto Capia
- Pascale Rivault como Clarisse de l'Esperance